# Floresta (Italia)
Floresta (Fluresta en el idioma siciliano) es una comuna de 559 habitantes de la provincia de Mesina. Se emplaza sobre el monte Nebrodi, que separa al mar Tirreno y mar Jónico. Llegando a ser el pueblo más alto de Sicilia con 1275 m s. n. m. y pertenece al área natural del Parque de Nebrodi.

La comuna de Floresta en la provincia de Mesina.

## Historia
El territorio se convirtió en el feudo de Floresta, en el siglo XIV cuando Federico de Aragón lo entregó al noble Peregrino De Pactis. En 1619, el noble español Antonio Quintanas Duegna fue nombrado Marqués del Bosque de San Giorgio y Grassetta. Posteriormente el feudo perteneció a Ardoino, Alcontres Moncada, y luego a Stagno d'Alcontres. Finalmente, en 1820, con la abolición del sistema feudal en Sicilia, el reino borbónico de Floresta pasó a ser un municipio.

## Evolución demográfica
| Gráfica de evolución demográfica de Floresta entre 1861 y 2001 |
|                                                                |
| Fuente ISTAT - Gráfica elaborada por Wikipedia                 |